# NGC 1088
NGC 1088 (również PGC 10536 lub UGC 2253) – galaktyka spiralna (S0-a), znajdująca się w gwiazdozbiorze Barana. Odkrył ją William Herschel 25 października 1786 roku.